# 沢村鐵
沢村 鐵（さわむら てつ、1970年11月11日 -）は、日本の小説家。

## 略歴
岩手県釜石市鵜住居町出身。
2000年、地方都市の学校を舞台としたミステリー小説『雨の鎮魂歌（レクイエム）』（幻冬舎）でデビュー。

## 作品一覧

### 「警視庁墨田署刑事課特命担当・一柳美結」シリーズ
- フェイスレス - 警視庁墨田署刑事課特命担当・一柳美結（2013年6月 中公文庫）
- スカイハイ - 警視庁墨田署刑事課特命担当・一柳美結2（2013年9月 中公文庫）
- ネメシス - 警視庁墨田署刑事課特命担当・一柳美結3（2014年2月 中公文庫）
- シュラ - 警視庁墨田署刑事課特命担当・一柳美結4（2014年7月 中公文庫）

### 「クラン」シリーズ
- クラン I 警視庁捜査一課・晴山旭の密命（2015年7月 中公文庫）
- クラン II 警視庁渋谷南署・岩沢誠次郎の激昂（2015年11月 中公文庫）
- クラン III 警視庁公安部・区界浩の深謀 (2016年6月 中公文庫)
- クラン IV 警視庁機動分析課・上郷奈津実の執心 (2016年12月 中公文庫)
- ゲームマスター 国立署刑事課 晴山旭・悪夢の夏 (2017年2月 祥伝社文庫)
- クラン Ⅴ 警視庁渋谷南署巡査・足ヶ瀬直助の覚醒 (2017年7月 中公文庫)
- クラン Ⅵ 警視庁内密命組織・最後の任務（2018年１月 中公文庫）

### 「極夜」シリーズ
- 極夜 1 シャドウファイア 警視庁機動分析捜査官・天埜唯 (2019年8月 祥伝社文庫)
- 極夜 2 カタストロフィスト 警視庁機動分析捜査官・天埜唯 (2019年11月 祥伝社文庫)
- 極夜 3 リデンプション 警視庁機動分析捜査官・天埜唯 (2020年4月 祥伝社文庫)

### 「世界警察」シリーズ
- 世界警察 1 叛逆のカージナルレッド (2021年3月 中公文庫)
- 世界警察 2 輻輳のウルトラマリン (2021年9月 中公文庫)
- 世界警察 3 簒奪のオブシディアン (2022年11月 中公文庫)
- 世界警察 4 悠久のフロスティグレイ (2023年3月 中公文庫)

### その他
- 雨の鎮魂歌（2000年9月 幻冬舎）→ 雨の鎮魂歌 （2018年10月 中公文庫）
- 運命の女に気をつけろ（2008年6月 ジャイブ）
- 封じられた街 北風のポリフォニー（2008年11月 ポプラ社）
- 封じられた街 薄氷（うすらい）のディープシャドウ（2009年3月 ポプラ社）
  - 封じられた街（2011年9月 ポプラ文庫ピュアフル【上・下】）
- 十方暮の町（2011年9月 角川書店）
- ノヴェリストの季節（2016年3月 徳間書店）
- ミッドナイト・サン (2017年6月 双葉文庫)
- あの世とこの世を季節は巡る（2018年３月 潮文庫）
- はざまにある部屋（2020年7月 潮文庫）
- 謎掛鬼 警視庁捜査一課・小野瀬遥の黄昏事件簿（2022年5月 双葉文庫）
- 処刑国会（2024年8月 双葉文庫）

### アンソロジー
「」内が沢村鐵の作品
- Kiss. （2006年11月 ピュアフル文庫） 「4年目のオーキッドレイン」
- もうひとつの夏休み（2008年7月 ピュアフル文庫） 「アイム・ノット・イン・ラヴ」
- あの日から―東日本大震災鎮魂 岩手県出身作家短編集 (2015年10月 岩手日報社)    「もう一人の私へ」
- 刑事の灯 (2020年4月 双葉文庫)     「道案内 警視庁捜査一課・小野瀬遥の黄昏事件簿」
- 偽りの捜査線 警察小説アンソロジー(2022年6月 文春文庫)    「類まれなるランデブー」

### 雑誌掲載作品
「」内が沢村鐵の作品
- 小説BOC 1（2016年春号 中央公論新社） 「SITL」
- 小説推理（2020年6月号 双葉社） 「道案内　警視庁捜査一課・小野瀬遥の黄昏事件簿」
- 小説推理（2020年11月号 双葉社） 「癒やし人 殴り人　警視庁捜査一課・小野瀬遥の黄昏事件簿」
- 小説推理（2020年12月号 双葉社） 「謎掛鬼 睥睨鬼　警視庁捜査一課・小野瀬遥の黄昏事件簿」
- オール讀物（2022年2月号 文藝春秋）  「類まれなるランデブー -JAXAダークファイル」